# Psychotria schnellii
Psychotria schnellii är en måreväxtart som först beskrevs av Aké Assi, och fick sitt nu gällande namn av Bernard Verdcourt. Psychotria schnellii ingår i släktet Psychotria och familjen måreväxter. Inga underarter finns listade i Catalogue of Life.